# 綾傘鉾
綾傘鉾（あやかさほこ）は、祇園祭前祭の傘鉾。下京区綾小路通室町西入る善長寺町に位置する。

## 概要

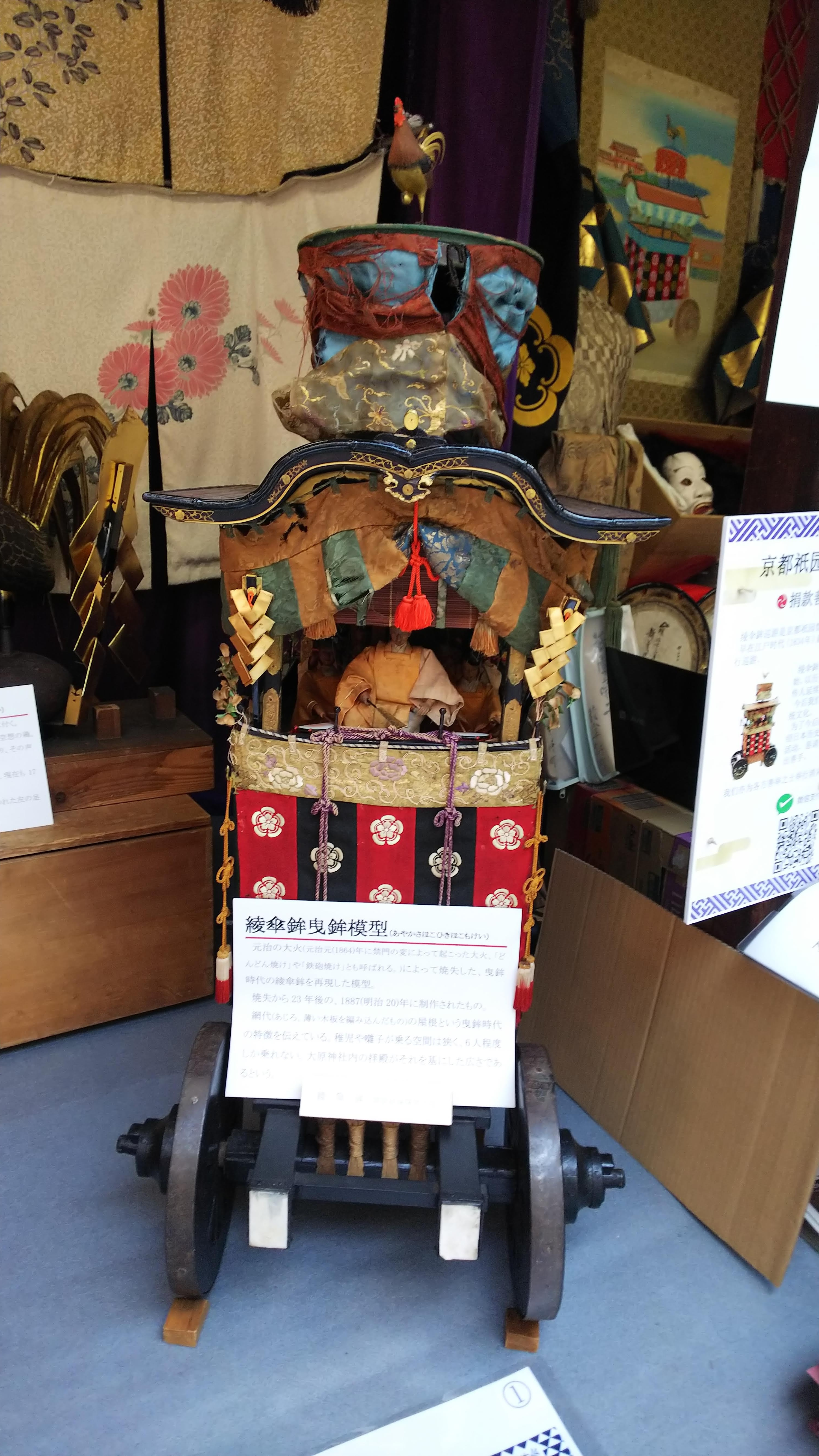
綾傘鉾曳鉾模型

傘の上に金鶏を戴き、山鉾の中でも古い形態を留めている。巡行では6人の稚児、赤熊に顔を隠した棒振り（踊り方）、神面をつけた太鼓持ち・太鼓打ちの囃子方が、傘鉾に先立って長い列を組み、道中で囃子に合わせ踊り方が棒振りを披露する。なお囃子方と踊り方は、江戸時代から壬生六斎念仏講中（中京区）が出仕してを勤める習わしである。
1996年(平成8年)より傘鉾の順番が7番か15番に固定され、くじで順番を決めている。

## 歴史
応仁の乱以前に起源を持つ。
天保5年（1834年）に他の山鉾（北観音山とも）の部材を譲り受けて小型の鉾に改造されたが、禁門の変にともなう大火（どんどん焼け）で大部分を焼失。
明治初期の数年間（「1879年(明治12年)から1884年(明治17年)まで」とも）、現在と同じ徒歩囃子の形で巡行したが、中断。1979年（昭和54年）に、現在のかたちで復興した。
なお2024年（令和6年）に綾傘鉾保存会は、焼失した鉾の復活を検討していることを明らかにした。

## 会所
綾傘鉾の会所は大原神社（おおはらじんじゃ）にあり、祇園祭の期間には焼失前の綾傘鉾の模型が展示されている（それ以外の時期は、佛教大学宗教文化ミュージアム（右京区）で保管されている）。